# 王春成
王春成（1963年—），汉族，辽宁锦州人。曾任辽宁春成工贸集团有限公司董事长。

## 生平
王春成毕业于长江商学院工商管理专业，早年以下崗工人身份，靠給錦州電廠送煤發家，後接手改制的新邱露天煤礦。2003年起，王春成進軍內蒙古，在錫林郭勒盟西烏旗獲得兩家煤礦。此外，他還在阜新擁有幾家規模中等的當地企業，並以民企身份，主導修建西烏旗巴彥烏拉鎮至阜新市新邱區的巴新鐵路。
是第十一届、十二届全国人代表。2014年4月10日，王春成因涉嫌违纪违法，辽宁省第十二届人大常委会第八次会议决定接受其辞去第十二届全国人民代表大会代表职务。2016年9月，十二届全国人大常委会召开第二十三次会议，表决通过了关于辽宁省人大选举产生的部分十二届全国人大代表当选无效的报告，确定45名由辽宁省十二届人大第一次会议选举产生的十二届全国人大代表因拉票贿选当选无效。
2014年7月，中國媒體《財經》報導，因涉及中央军委原副主席徐才厚案，王春成於2014年4月被军事检察机关带走，已被移交给华北某市检察机关办理。